# 小巽他群岛
小巽他群岛（英語：Lesser Sunda Islands），又名努沙登加拉群岛，是马来群岛中的一群岛，位于爪哇岛以东的印度洋和帝汶海之间，与爪哇岛、苏门答腊岛和加里曼丹岛等组成的大巽他群岛（Greater Sunda Islands）相对。
小巽他群岛绝大部分属印度尼西亚，分属巴厘省、东努沙登加拉省和西努沙登加拉省管辖，印度尼西亚小巽他区面积73137平方公里。帝汶岛部分地区属东帝汶。

## 著名岛屿
- 巴厘岛
- 弗洛勒斯岛
- 帝汶岛
- 科莫多島
- 阿陶罗岛